# Adéla Dilhofová
Adéla Dilhofová (* 25. června 1976 Jilemnice) je vystudovaná knihovnice a pedagožka. Od září 2022 pracovala jako manažerka marketingu na Přírodovědecké fakultě MU. Od května 2025 pracuje v odd. vnějších vztahů a marketingu na Rektorátu MU. Do roku 2022 byla tutorkou a lektorkou e-learningových kurzů, autorizovanou zástupkyní Ministerstva kultury České republiky pro zkoušky profesní kvalifikace Knihovník podle Národní soustavy kvalifikací, odbornou garantkou a lektorkou Rekvalifikačního knihovnického kurzu a profesních kurzů Knihovník akreditovaných Ministerstvem školství, mládeže a tělovýchovy. Je spoluautorkou knihy Příručka pro knihovníky veřejných knihoven.

## Život
Po maturitě na Střední knihovnické škole v Brně v roce 1994 krátce pracovala v knihkupectví TYPOS, od roku 1996 do roku 2000 působila jako vedoucí směn výpůjčních služeb v tehdejší Pedagogické knihovně v Brně, která byla součástí Moravské zemské knihovny v Brně. Současně studovala v letech 1997-1999 na Filozofické fakultě Masarykovy univerzity v Brně doplňující pedagogické studium. V letech 1995-2000 studovala na téže fakultě na katedře Informační studia a knihovnictví obor Vědecké informace a knihovnictví, zde od roku 2013 do roku 2019 externě přednášela. V letech 2000-2006 učila na tehdejší Vyšší odborné škole a Střední odborné škole informačních a knihovnických služeb v Brně. V letech 2011-2022 byla zaměstnána v Moravské zemské knihovně v oddělení vzdělávání a krajské metodiky, jako jeho vedoucí a od r. 2014 též jako vedoucí Odboru knihovnictví. V letech 2011 až 2022 byla odbornou garantkou a lektorkou Rekvalifikačního knihovnického kurzu, od roku 2015 také profesních kurzů Knihovník akreditovaných Ministerstva školství, mládeže a tělovýchovy. Do roku 2022 byla členkou Sekce vzdělávání Svazu knihovníků a informačních pracovníků (SKIP). Působila v redakční radě Bulletinu SKIP, byla členkou redakční rady Duha. Uveřejňovala články v časopisech Duha, Čtenář, Bulletin.
V září 2022 získala medaili Z.V. Tobolky za významný přínos českému knihovnictví. Medaili uděluje od roku 2000 Sdružení knihoven ČR.
Podnikla studijní cesty do knihoven v Dánsku, Německu, Holandsku, Polsku a Itálii. Spolupodílela se na konferenci Informační gramotnost, která byla určena ředitelům středních škol a zaměstnancům knihoven. Byla koordinátorkou projektu Jižní Morava čte, který probíhá již několik let a vede děti od nejútlejšího věku ke čtení.

## Dílo
- Dilhofová, Adéla, Kratochvílová, Monika, Lidmila, Jan. Příručka pro knihovníky veřejných knihoven. 1. vyd. Brno : Moravská zemská knihovna, 2013. ISBN 978-80-7051-199-2.[13]